# Eupogonius arizonensis
Eupogonius arizonensis es una especie de escarabajo longicornio del género Eupogonius, tribu Desmiphorini, subfamilia Lamiinae. Fue descrita científicamente por Knull en 1954.

## Descripción
Mide 6-8 milímetros de longitud.

## Distribución
Se distribuye por Estados Unidos, Guatemala y México.